# 高岡未來
高岡 未來（たかおか みく、1994年12月10日 - ）は、日本のグラビアアイドル・女優。血液型はO型
東京都出身。元Production-I所属。

## 人物
特技は、テニス・手芸。母親は現役のダンス講師。
『月刊Cream』で、2007年10月・11月号分の人気アンケートでV2を達成。2007年度の年間人気投票でも5位タイを獲得。また、『月刊ホイップ』の2008年度年間人気投票でも5位に、TVランク王国DVD売上で3位・7位とコンスタントにランクイン。
2009年2月14日に安西かな（現：麻生かな）、南彩乃、望月ゆな（現：上原真央）、山口えりとともにガールズユニットchoice?を結成して、グループ活動も行っていた。
2012年3月香坂まやとアイドルユニット危ない女の子シスターズ（略してAOS）を結成。
2016年、「いたずらマイク」より昇格する形で「アイロボ」新メンバーとして加入。2020年4月25日をもって所属事務所であるProduciton-Iとの契約が終了したことを受け、アイロボを卒業。
2021年4月現在、SNSも更新されておらず、消息不明である。

## 出演

### テレビ
- スカイパーフェクTV・エンタ!371 ザ・シスターズ（レギュラー）
- スカイパーフェクTV・エンタ!371 ポセイドン丼どん（高岡先輩役でレギュラー）

### Vシネマ
- 女子高生格闘SFドラマ　ビットバレット Vol.2（2009年1月9日、ぶんか社） - 他の出演者：山口ひかり、天野莉絵、葉月あい、松山メアリ、浅野かや
- 女子高生格闘SFドラマ　ビットバレット vol.3（2009年2月6日、ぶんか社） - 他の出演者：高橋梓、しほの涼、山口ひかり、天野莉絵、倉田みな、葉月あい、松山メアリ、浅野かや、安井レイ
- ヒロインクロニクルズ Initial F（2009年5月22日、ZENピクチャーズ） - 他の出演者：川村りか

### 舞台
- ストレイドッグ「心は孤独なアトム」Bキャスト（2010年1月13日 - 17日、シアター代官山）
- 演劇機動隊アポロン「オネーチャンズ11」（2010年8月7日 - 8日、高田馬場ラビネスト）
- space suttle show!!!「シブヤ×アキバ〜カノジョはボクの青い鳥〜」
  - 東京公演（2010年5月19日 - 23日、池袋・シアターグリーンBIG TREE THEATER）
  - 大阪公演（2010年8月27日 - 29日、大阪・世界館）
  - 東京公演（2010年9月2日 - 5日、新宿・シアターサンモール）
- 劇団女神座「大泥棒 石川幸子」（2011年6月17日 - 19日、高田馬場ラビネスト）
- シズ☆ゲキ「進め!春川女子高校2〜ハルジョの七不思議〜[5]」（2015年7月8日 - 12日、池袋・シアターKASSAI） - 戸田あや 役
- エアースタジオ「飯田家の最期」Cチーム（2016年3月12日 - 17日、東日本橋・アクアスタジオ）
- エアースタジオ「プレイス」B班（2016年6月14日 - 19日、東日本橋・アクアスタジオ）
- シズ☆ゲキ「ストライド[6]」（2016年7月6日 - 10日、築地本願寺ブディストホール）
- アリスインプロジェクト「悪魔inデッドリースクール[7]」（2019年1月16日 - 20日、コフレリオ新宿シアター） - 小林忍 役

### 雑誌
- 月刊Cream 2007年10月、11月号（表紙&巻頭グラビア）、2009年5月号
- Beppin School（2008年5月-8月号）
- 月刊ホイップ 2008年7月号（表紙&巻頭グラビア）、8月号、2009年1月号、5月号
- 週刊プレイボーイ（2008年7月14日号、集英社）
- ひなっ娘 vol.004（2008年4月18日）、vol.005（2008年6月19日）、vol.007（2008年10月18日、コスミック出版）
- 小娘 vol.2（2008年5月、オークラ出版）
- 週刊ダイヤモンド2月25日号（2012年、ダイヤモンド社） - 表紙

### 広告
- タイガーまほうびん　塾弁当箱

## 作品

### DVD
- はじめまして!高岡未來 12歳 中1（2007年10月5日、渋谷ミュージック）
- ヴィーナスJr Vol.1 高岡未來（2008年4月20日、ツアーリンク東京）[8][9]
- ヴィーナスJr Vol.3 マイフェアレディ 高岡未來13歳（2008年8月25日、ツアーリンク東京）[10][11]
- ヴィーナスJr Vol.9 コスプレパニック 高岡未來14歳（2008年11月25日、ツアーリンク東京）
- 高岡未來 14歳 中2 ラブリーがMAX part1、part2[12]（2009年3月13日、渋谷ミュージック）
- 高岡未來 14歳 中3 扉の向こう側（2009年09月11日、サンクチュアリ）
- 高岡未來 14歳 中3 アンドロメイド アイドル・ミク（2009年11月20日、サンクチュアリ）[13]
- 高岡未來 14歳 中3 ミク プリンセスがいっぱい！（2010年1月15日、サンクチュアリ）[14]
- 高岡未來中学生卒業【総集編】（2010年3月12日、サンクチュアリ）[15]
- 高岡未來 14歳 中3 競泳水着SP（2010年5月14日、サンクチュアリ）[16]
- 高岡未來 15歳高1プライベートコレクション（2010年9月17日、サンクチュアリ）
- 高岡未來 15歳高1プチメロン（2011年1月7日、サンクチュアリ）
- ときめき☆（2011年5月16日、オルスタックピクチャーズ）[17]
- みくみっしょんせるふぷろでゅーす（2011年10月21日、渋谷ミュージック）
- ミクまで来てね（2011年10月28日、エスデジタル）[18]
- 高岡未來 16歳高1 ぜんぶ競泳水着ばかり♪（2012年1月27日、渋谷ミュージック）
- 高岡未來 16歳高2 プチメロン 沖縄編（2012年3月3日、アテナ音楽出版）[19]
- 高岡未來 16歳高2 全部かわいい水着 プチメロンプラス 〜全部ランジェリー風水着〜（2012年6月16日、アテナ音楽出版）[20]
- ミスアテナ2012 vol.9（2012年11月17日、アテナ音楽出版）[21]
- 卒業（2013年3月23日、アテナ音楽出版）
- 美少女 高校生 高岡未來 学校なう！ 全部白水着（2013年9月23日、オリガミ）
- 白ビキニなう（2013年12月23日、オリガミ）
- 水着なう（2014年4月23日、オリガミ）
- 真集 〜花水着〜（2014年8月23日、オリガミ）
- オーガンジーサンシャイン（2015年1月23日、オリガミ）
- 写真集 アイロボ 着物（2015年3月23日、オリガミ）

### Blu-ray Disk
- 【本編では見られない 未公開映像集】高岡未來 14歳 中3 アンドロメイド アイドル・ミク（2010年1月13日、サンクチュアリ）

複数
- Cream DVD-BOX Vol.2（2007年12月7日、ワイレア出版） - 他の出演者：木嶋のりこ、山口ひかり、三花愛良、水沢友香、杉野光希、佐藤愛音、あいださくら、姫咲友梨香、鮎川穂乃果、藤エンリン
- ホワイトクリスマスU-15スペシャル（2008年12月12日、渋谷ミュージック） - 他の出演者：三花愛良、天地心、佐倉レイナ、望月ゆな、小林かれん、中谷まい、双葉ゆめ
- ピース学院 中等部物語 学校編　第1巻、第2巻　（2009年5月1日、サンクチュアリ） - 他の出演者：愛田かんな、葉月めぐ、桃瀬なつみ、小林りんか、三浦璃那、三花愛良、星るな、小林かれん、望月ゆな
- choice?メンバー 高岡未來 望月ゆな 山口えり（2009年7月24日、サンクチュアリ） - 他の出演者：望月ゆな、山口えり
- 高岡未來 14歳 ＆ 蒼井凛 13歳 ツーショット（2009年8月28日、サンクチュアリ） - 他の出演者：蒼井凛
- 【本編では見られない 未公開映像集】高岡未來　扉の向こう側（2009年10月1日、サンクチュアリ）
- ☆はっぴークリスマス★（2009年12月18日、サンクチュアリ） - 他の出演者：三花愛良、櫻井あや、広瀬リリナ、芹沢南、大谷彩夏、長谷川にか
- 【本編では見られない 未公開映像集】白水着スペシャル（2010年1月13日、サンクチュアリ） - 他の出演者：三花愛良、櫻井あや、芹沢南、長谷川にか
- ドキドキ・バレンタイン大作戦 〜恋する女子8人〜（2010年2月5日、サンクチュアリ） - 他の出演者：三花愛良、葉月めぐ、桃瀬なつみ、櫻井あや、芹沢南、大谷彩夏、長谷川にか

## CD
- アニメ★MAX presents じょしこうせいばんど!（2010年2月10日、ジェネオン）

ガールズバンド：じょしこうせいばんど！
ボーカル：夢本エレナ
ギター：高岡未來
ベース：長谷川にか